# Rosario Aquino
Rosario Aquino, född 3 februari 1980 i Torre del Greco, var en Italiensk fotbollsspelare. Han omkom i en trafikolycka 25 mars 2000.

## Karriär
Rosario Aquino spelade ungdomsfotboll för Ischia. Sommaren 1995 köptes han på delägarskap av Livorno, men fortsatte att spela för Ischia. 
Säsongen 1996-1997 spelade han sin första a-lagsmatch och den följande säsongen, 1997-1998, spelade han ytterligare 15 matacher för Ischia.
Aquino imponerade såpass mycket att storklubben Lazio, som då tränades av Sven-Göran Eriksson, fick upp ögonen för honom. Sommaren 1998 köpte Lazio Ischias halva av kontraktet. Aquino tilldelades tröja nummer 30, men spelade aldrig någon match för klubben.
I januari 1999 flyttade han istället till Livorno, klubben som ägde den andra halvan av kontraktet. Under våren spelade han åtta matcher för klubben. Han blev kvar i Livorno även den kommande säsongen. 1999-2000 spelade han 13 ligamatcher och gjorde sitt första mål för a-laget, mot Montevarchi den 19 december. Han hade dessförinnan också gjort segermålet i cup-matchen mot Castelnuovo Garfagnana 15 september.

## Bortgång
25 mars 2000 omkom Aquino i en bilolycka vid Montenero, Livorno. Förutom Aquino omkom ytterligare två personer och ett sex månader gammalt barn skadades allvarligt. Olyckan tros ha orsakats av dåliga väderförhållanden.